# Nationalliga A (1984/1985)
Nationalliga A (1984/1985) – 88. edycja najwyższej piłkarskiej klasy rozgrywkowej w  Szwajcarii. W rozgrywkach wzięło udział szesnaście drużyn. Mistrzowski tytuł wywalczyła drużyna Servette FC. Królem strzelców ligi został Steen Thychosen z FC Sion, który zdobył 24 gole.

## Drużyny
| Uczestnicy poprzedniej edycji                                                                                 | Uczestnicy poprzedniej edycji | Uczestnicy poprzedniej edycji | Uczestnicy poprzedniej edycji |
| --- | ----------------------------- | ----------------------------- | ----------------------------- |
| GRA | Grasshopper Club Zurych       | 1                             |                               |
| SER | Servette FC                   | 2                             |                               |
| SIO | FC Sion                       | 3                             |                               |
| NEU | Neuchâtel Xamax               | 4                             |                               |
| GAL | FC Sankt Gallen               | 5                             |                               |
| LAU | FC Lausanne-Sport             | 6                             |                               |
| LCF | FC La Chaux-de-Fonds          | 7                             |                               |
| WET | FC Wettingen                  | 8                             |                               |
| BAS | FC Basel                      | 9                             |                               |
| AAR | FC Aarau                      | 10                            |                               |
| YBO | BSC Young Boys                | 11                            |                               |
| ZUR | FC Zürich                     | 12                            |                               |
| VEV | Vevey Sports                  | 13                            |                               |
| LUZ | FC Luzern                     | 14                            |                               |
| Awans z Nationalligi B (1983/1984)                                                                            |                               |                               |                               |
| ZUG | Zug 94                        | 1                             |                               |
| WIN | FC Winterthur                 | 2                             |                               |
| Oznaczenia: - kolumna pierwsza – skróty nazw drużyn, - kolumna trzecia – miejsce zajęte w poprzednim sezonie. |                               |                               |                               |

Po poprzednim sezonie spadły: AC Bellinzona i FC Chiasso.

## Rozgrywki

### Tabela
| Lp. | Drużyna                 | M  | Z  | R  | P  | Bramki | Bramki | Różn. | Pkt | Uwagi                                   |
| --- | ----------------------- | -- | -- | -- | -- | ------ | ------ | ----- | --- | --------------------------------------- |
| 1   | Servette FC             | 30 | 19 | 8  | 3  | 71     | 28     | +43   | 46  | Puchar Europy • I runda                 |
| 2   | FC Aarau                | 30 | 16 | 10 | 4  | 62     | 43     | +19   | 42  | Puchar Zdobywców Pucharów • 1/16 finału |
| 3   | Neuchâtel Xamax         | 30 | 14 | 11 | 5  | 59     | 34     | +25   | 39  | Puchar UEFA • 1/32 finału               |
| 4   | FC Sankt Gallen         | 30 | 13 | 11 | 6  | 66     | 32     | +34   | 37  | Puchar UEFA • 1/32 finału               |
| 5   | FC Sion                 | 30 | 14 | 8  | 8  | 56     | 49     | +7    | 36  |                                         |
| 6   | Grasshopper Club Zurych | 30 | 11 | 10 | 9  | 53     | 47     | +6    | 32  |                                         |
| 7   | FC Zürich               | 30 | 11 | 9  | 10 | 59     | 52     | +7    | 31  |                                         |
| 8   | FC Basel                | 30 | 11 | 9  | 10 | 46     | 49     | −3    | 31  |                                         |
| 9   | BSC Young Boys          | 30 | 10 | 10 | 10 | 42     | 45     | −3    | 30  |                                         |
| 10  | FC Lausanne-Sport       | 30 | 10 | 9  | 11 | 50     | 57     | −7    | 29  |                                         |
| 11  | FC Wettingen            | 20 | 7  | 2  | 11 | 31     | 35     | −4    | 16  |                                         |
| 12  | FC Luzern               | 30 | 9  | 8  | 13 | 33     | 53     | −20   | 26  |                                         |
| 13  | Vevey Sports            | 30 | 9  | 6  | 15 | 40     | 47     | −7    | 24  |                                         |
| 14  | FC La Chaux-de-Fonds    | 30 | 6  | 12 | 12 | 41     | 54     | −13   | 24  |                                         |
| 15  | Zug 94 (S)              | 30 | 4  | 6  | 20 | 27     | 71     | −44   | 14  | Spadek do Nationalliga B                |
| 16  | FC Winterthur (S)       | 30 | 4  | 5  | 21 | 32     | 72     | −40   | 13  | Spadek do Nationalliga B                |

## Najlepsi strzelcy
24 bramki
- Dominique Cina (FC Sion)

21 bramek
- Walter Pellegrini (FC Lausanne-Sport)

19 bramek
- Jean-Paul Brigger (Servette FC)

15 bramek
- Gabor Pavoni (FC La Chaux-de-Fonds)

14 bramek
- Massimo Alliata (FC Zürich)
- Georges Bregy (BSC Young Boys)
- Robert Lüthi (Neuchâtel Xamax)
- Alfred Herberth (FC Aarau)

13 bramek
- Manfred Braschler (FC Sankt Gallen)
- Paul Friberg (FC Sankt Gallen)
- Marc Schnyder (Servette FC)